# Аффонсо, Маурисио
Маурисио Аффонсо Прието (исп. Mauricio Affonso Prieto; 26 января 1992 года, Мело) — уругвайский футболист, нападающий клуба «Ривер Плейт».

## Биография
Маурисио Аффонсо начинал свою профессиональную карьеру футболиста в клубе «Расинг» из Монтевидео. 18 ноября 2012 года он дебютировал за команду в рамках уругвайской Примеры, выйдя на замену в середине второго тайма домашнего матча против клуба «Эль Танке Сислей». 15 сентября 2013 года Аффонсо забил свой первый гол на высшем уровне, сократив отставание в счёте до минимума в домашнем поединке против «Пеньяроля». В чемпионате Уругвая 2014/15 он с 12 голами стал лучшим бомбардиром «Расинга» в турнире.
Летом 2015 года Маурисио Аффонсо перешёл в саудовский клуб «Аль-Шабаб». 28 августа он отметился первым голом в рамках саудовской Про-лиги, открыв счёт в гостевой игре с «Хаджером». Второй раз Аффонсо забил в гостях «Наджрану», принеся своей команде победу с минимальным счётом. В третий и последний раз за «Аль-Шабаб» в Про-лиге уругваец отметился голом в дерби с «Аль-Насром», которое также закончилось с результатом 1:0 в пользу его клуба. Проведя половину сезона в Саудовской Аравии, Аффонсо вернулся на родину, перейдя в «Пеньяроль». Чемпионат Уругвая 2016 года он на правах аренды отыграл за «Расинг» из Монтевидео.